# Pali (Umaria)
Pali is een nagar panchayat (plaats) in het district Umaria van de Indiase staat Madhya Pradesh. 

## Demografie
Volgens de Indiase volkstelling van 2001 wonen er 20.868 mensen in Pali, waarvan 52% mannelijk en 48% vrouwelijk is. De plaats heeft een alfabetiseringsgraad van 60%. 